# 女子妄想症候群
『女子妄想症候群』（フェロモマニアシンドローム）は、イチハによって漫画雑誌『花とゆめ』、『ザ花とゆめ』（白泉社）において連載されていた，日本の漫画。略して「フェロマニ」とも。単行本は全10巻。

## あらすじ
背が高くて格好の良いある意味純情な女子高生の滸と小さくて可愛い悪魔な男子高校生の烔至の話。
その他巻き込まれる人々の話。

## 登場人物
唯木 滸 （ゆぎ ほとり）
声優：平田宏美
幼馴染で恋人の烔至を見ると欲情を抑えきれず鼻血を出してしまう異常体質な女の子。妄想癖あり。
身長178cmの長身で、それがコンプレックスとなっている。勉強は苦手（特に理数系）だが料理が得意。
炬 烔至 （かがり けいし）
声：石田彰
滸の前では猫かぶりをしているが、実は悪魔な性格の男の子。その性格は滸にはばれていない。
身長155cm。
柳峪 沙迦 （やなぎだに さなか）
声：笹島かほる
滸のクラスメイト。超美脚の持ち主。炯至曰く「ヅラモドキ沙迦」。
年上が好きだったが、小学生であるステファン・ツヴァイクと付き合っている。
柰 ユナ （からなし ゆな）
声：根谷美智子
滸のクラスメイト。美人で巨乳の持ち主。炯至曰く「ウシ乳ボンバー」。
年下が好きだったが先輩である国灘木基と付き合っている。彼のお尻が好きらしい。
壱岐 （いき）
烔至の友達。以前ユナを好きだった。ヤラレ役。
仁和 （にわ）
烔至の友達。以前沙迦を好きだった。ヤラレ役。
三登 （みと）
烔至の友達。ヤラレ役3人の中で一番冷静だと思われる。エコと付き合っている。
美鈴 （みすず）
烔至にメロメロな先輩。
来鈴 （きすず）
美鈴の妹。ステファン・ツヴァイクが好きだった。
エコ
滸にラブラブな先輩。三登と付き合っている。
国灘木 基 （くになだぎ もとい）
3年生の先輩。ユナの彼。
佐々 （ささ）
基の相棒。お調子者の3年生。
保科 大豈 （ほしな だいき）
新しく入ってきた転校生で、滸と烔至の幼馴染。小さい頃は烔至の天敵だった。
烔至似の顔が好きらしく、烔至似の彼女がいた。
諸戸 滝 （もろと たき）
3年になって烔至と同じクラスになった。1年に妹の慶子が居る。
諸戸 慶子 （もろと けいこ）
滝の妹。1年生。滸のことを「お姉様」と慕っているが烔至とは犬猿の仲。
元不良で中学3年の時の担任が少し滸に似ているらしい。
夏から峰行の店でバイトを始める。ユカと実子の友達。
ユカ
ユナの中学時代の後輩で同じ高校に入学する。
夏から峰行の店でバイトを始める。慶子と実子の友達。
実子 （みこ）
慶子とユカの友達。
Stefan Zweig （ステファン ツヴァイク）
12歳の小学6年生（初登場時）で沙迦の彼。マリエの兄。通称つーくん。
両親はドイツ人だが日本育ちでお茶が好き。
マリエ
つーくんの妹。人見知りが激しい。
秋山 峰行 （あきやま みねゆき）
ユナのバイト先、喫茶店「Moses-manna（モーセ マナ）」の店長。
偽乳「ウォーターボイン」の発明者でもある。ミホの夫でマナの父親。
秋山 ミホ （あきやま-）
「Moses-manna」で働いている、峰行の妻でマナの母親。
秋山 マナ （あきやま-）
峰行とミホの娘。夏生まれ。
峰行は峰行の峰を取って「峰子（みねこ）」かミホのミを取って「峰代（ミねよ）」とつけようとしたがミホに反対され店の名前と同じ「マナ」とつけられる。「マナ」とは天国のお菓子で旧約聖書に出てくる天から降ってきた食べ物であるらしく、「manna（マナ）」というお菓子も登場する。
タカハシ タカシ
峰行の大学時代の知り合いでチャイルドショップ「VAR BOW」のオーナー。子供好きが高じてショップを経営している。
身長が滸より高く、192cmある。眼鏡を外すと逆光効果を伴い、その素顔を見た読者はいない。また、彼の顔を見た人の反応を見ると相当な美形であることが分かる。

## 単行本
- 第1巻 2002年10月18日発売 ISBN 9784592176718
- 第2巻 2003年05月19日発売 ISBN 9784592176725
- 第3巻 2003年09月19日発売 ISBN 9784592176732
- 第4巻 2004年02月19日発売 ISBN 9784592176749
- 第5巻 2004年07月16日発売 ISBN 9784592176756
- 第6巻 2005年02月18日発売 ISBN 9784592182269
- 第7巻 2005年08月19日発売 ISBN 9784592182276
- 第8巻 2006年02月17日発売 ISBN 9784592182283
- 第9巻 2007年01月19日発売 ISBN 9784592182290
- 第10巻 2008年04月18日発売 ISBN 9784592182306